# بهتر است بدانی
«بهتر است بدانی» (به انگلیسی: You Oughta Know) ترانه‌ای از خواننده-ترانه‌پرداز کانادایی-آمریکایی، آلانیس موریست است که در ۷ ژوئیهٔ ۱۹۹۵ میلادی به‌عنوان تک‌آهنگ اصلی از سومین آلبوم استودیویی او، قرص کوچک دندانه‌دار منتشر شد. موریست این ترانه را همراه با گلن بالارد در لس‌آنجلس تهیه کرد. این ترانه نخستین ترانه‌ای بود که تغییر سبک موریست به آلترناتیو راک را نشان می‌داد و او بعدها هم این سبک را ادامه داد.
«بهتر است بدانی» از زمان انتشار نقدهای مثبتی دریافت کرد. این ترانه در ۱۹۹۶ میلادی در سه شاخه نامزد جایزه گرمی شد که توانست دو جایزهٔ بهترین ترانهٔ راک و بهترین اجرای راک توسط خوانندهٔ زن را دریافت کند.
این تک‌آهنگ در جدول‌های موسیقی استرالیا و ایالات متحده جزو ده ترانهٔ نخست و در جدول‌های موسیقی کانادا سوئد، نیوزیلند، بلژیک، هلند، و بریتانیا جزو چهل ترانهٔ نخست قرار گرفت.